# The Digitalian
The Digitalian è il tredicesimo album in studio del gruppo musicale giapponese Arashi, pubblicato nel 2014.

## Tracce
1. Zero-G – 3:57
2. Wonderful – 4:40
3. Tell me why – 4:30
4. Asterisk – 4:36
5. Imaging Crazy (Satoshi Ohno solo) – 3:42
6. Guts! – 4:55
7. Disco Star (Masaki Aiba solo) – 3:53
8. Daremo Shiranai (誰も知らない) – 4:04
9. Trap – 3:23
10. Stay Gold (Jun Matsumoto solo) – 4:29
11. Bittersweet – 4:50
12. Merry Christmas (メリークリスマス, Kazunari Ninomiya solo) – 4:20
13. Kimi no Yume o Miteita (キミの夢を見ていた) – 4:53
14. One Step – 4:44
15. Hey Yeah! (Shō Sakurai solo) – 3:22
16. Hope in the darkness – 4:37
17. Take Off !!!!! (Bonus track) – 3:23